# パーシー・マッコイド
パーシー・マッコイド（Percy Macquoid、1852年 – 1925年）は、イングランドの舞台美術家で、イングランド家具 (English furniture) の収集家、鑑定家であり、おもに『Country Life』誌に寄稿し、イングランド家具の歴史について4冊の本を著した。この業績はこの主題についての最初の本格的な通史であり、今日も印刷出版され続けており、『The Age of Oak（オークの時代）』、『The Age of Walnut（ウォールナットの時代）』、『The Age of Mahogany（マホガニーの時代）』、『The Age of Satinwood（サテンウッドの時代）』の4冊でおおむね1800年ころまでの歴史が検討されている。これらの用語、特に前3者は、異なる時代とスタイルを指す標準的な用語となった。このようにマッコイドの見解や論評は一定の評価を得ているが、その歴史的研究の中身についてはしばしば疑問が呈されている。マッコイドはラルフ・エドワーズ (Ralph Edwards) とともに『The Dictionary of English Furniture（イングランド家具辞典）』（全2巻、1924年 – 1927年）を著した。マッコイドの著作は、『Country Life』誌の発行元から出版された。

## 生涯
マッコイドは、イラストレーター、水彩画家であった父トマス・ロバート・マッコイド（Thomas Robert Macquoid、1820年 – 1912年）の息子として生まれ、若い頃にはイラストレーターや舞台美術家として働いたが、1883年には絵入り新聞『The Graphic』紙に掲載されたマッコイドのイラストレーションを見たフィンセント・ファン・ゴッホが アントン・ファン・ラッパルト (Anthon van Rappard) に書き送った手紙の中で「この上なく素晴らしいエレガンスと、柔らかく繊細な感覚」と絶賛したという。舞台美術家としてのマッコイドは、演劇プロデューサーのハーバート・ビアボーム・トリー (Herbert Beerbohm Tree) に気に入られ、1906年に上演されたシェイクスピアの『アントニーとクレオパトラ』や、（スティーヴン・フィリップス (Stephen Phillips) 作品）『ネロ (Nero)』などの舞台美術を手がけた。1899年、マッコイドはキング・ストリート (King Street) のセント・ジェームズ劇場（St. James's Theatre：後に1957年から1958年にかけて解体）が改装された際に、装飾を設計し、その施工は当時ロンドンでも代表的な装飾業者であったムッシュ・モラン社 (Messrs. Morant and Co.) が行なった。大収集家として知られたリーヴァーヒューム卿 (Lord Leverhulme) の依頼を受けたマッコイドは、リヴァプールのポート・サンライトにあるレディ・リーヴァー美術館の「アダムの間 (Adam Room)」の装飾を設計した。施工はロンドンの装飾業者ホワイト・アロム (White, Allom) が行い、マッコイドの没年に竣工した。この設計に際して、マッコイドは、ロバート・アダムが設計した住宅建築から主だった要素を取り込んでおり、漆喰装飾と壁の色は、ウェスト・ヨークシャー州にあるヘアウッド・ハウス (Harewood House) の「音楽の間 (the Music Room)」から、暖炉の上の鏡はロンドンのセント・ジェームズ・スクエア (St. James's Square) 20番地のものを参照している。
1891年、マッコイドはテレサ・I・デントと結婚し、夫妻はロンドンのベイズウォーター (Bayswater) に、アーネスト・ジョージ (Ernest George) とハロルド・ピートゥ (Harold Peto) の設計による、ザ・イエロー・ハウス (The Yellow House) という家を構えた。夏と秋には、マッコイド夫妻はホーヴ (Hove) の海を見下ろすフーヴ・リア (Hoove Lea) で過ごしていた。どちらの家にも、マッコイドが収集した17世紀から18世紀のイングランド家具が置かれ、「熱心かつ有能なスタッフ」 (Edwards 1974) が手入れをしていたという。マッコイドが収集した調度備品の大部分は、家具、銀食器、油絵、陶器などであり、現在はマッコイド遺産 (the Macquoid Bequest) から提供されてイースト・サセックス州ブライトンのプレストン・マナー (Preston Manor) の部屋を飾っている。マッコイドの妻テレサは、ブライトン博物館 (Brighton Museum) の委員会に加わっており、市当局が管理する博物館のひとつであるプレストン・マナーを大いに気に入っていた。
イギリスの美術雑誌『Apollo』1974年5月号に掲載された記事で、ラルフ・エドワーズはパーシー・マッコイドと協力した『The Dictionary of English Furniture』のことを回想している。

## 著書
- Macquoid, Percy (1904). The Age of Oak. Country Life
- (1905). The Age of Walnut. Country Life
- (1907). The Age of Mahogany. Lawrence & Bullen
- (1908). The Age of Satinwood. Lawrence & Bullen
- (1919). A History of English Furniture. Collins
- (1908). The Plate Collector's Guide. John Murray
- (1923). Four Hundred Years of Children's Costume from the Great Masters 1400–1800. Medici Society
- Macquoid, Percy; Edwards, Ralph (1925–1927). Dictionary of English Furniture. Country Life